# Modello atomico di Nagaoka

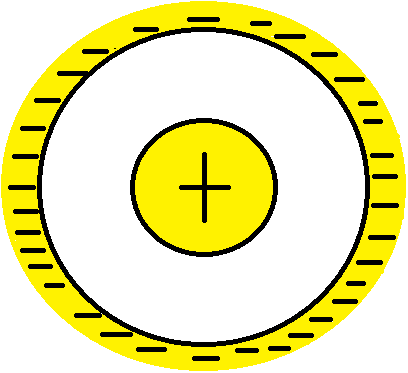
Una rappresentazione schematica del modello atomico saturniano proposto da Nagaoka. Nel modello di Nagaoka gli elettroni sono sistemati in anelli rotanti attorno ad un massiccio nucleo centrale, carico positivamente.

Il modello di Nagaoka, detto anche modello atomico saturniano, è un modello ipotetico della struttura atomica ideato nel 1904 da Nagaoka Hantarō, in contrapposizione al modello a panettone di Thomson. In questo modello venne per la prima volta postulata l'esistenza del nucleo atomico.

## Descrizione
All'inizio del XX secolo i fisici avevano appena iniziato a comprendere la struttura dell'atomo. La scoperta dell'elettrone dimostrava l'esistenza di cariche negative nell'atomo e ciò, affinché potesse risultare complessivamente neutro, implicava necessariamente che vi fossero anche delle cariche positive. Nagaoka, sulla base del fatto che cariche elettriche opposte sono impenetrabili, propose un modello nel quale una grande e massiccia sfera carica positivamente, detta nucleo, era circondata da vari elettroni che vi ruotavano attorno, in modo equivalente a Saturno e i suoi anelli.
Nagaoka spiegava la stabilità atomica secondo il suo modello con un'analogia con la stabilità degli anelli di Saturno, sui quali James Clerk Maxwell aveva di recente pubblicato uno studio e faceva, in particolare, due previsioni:
- l'esistenza di un nucleo molto massiccio, in analogia alla sproporzione tra la massa di Saturno e quella dell'anello;
- che gli elettroni ruotassero attorno al nucleo legati dalla forza elettrostatica, così come le particelle dell'anello ruotano attorno al pianeta legate dalla forza gravitazionale.

Entrambe le predizioni furono sufficientemente confermate da Rutherford, che menzionò il modello di Nagaoka nell'articolo del 1911 in cui comunicò la scoperta del nucleo. Tuttavia, altri dettagli rivelarono quanto il modello saturniano fosse errato: il nucleo era molto più piccolo di quanto Nagaoka avesse supposto, inoltre un anello dotato di carica elettrica sarebbe risultato instabile ad oscillazioni in direzione ortogonale al piano di rotazione dell'anello. Va detto anche che Nagaoka attraverso il modello saturniano non riusciva a predire i fenomeni spettrografici, come la formazione delle linee spettrali, e la radioattività. A seguito di queste nuove scoperte, lo stesso Nagaoka abbandonò il proprio modello nel 1908.